# Communauté de communes des Vallées de Thônes
Die Communauté de communes des Vallées de Thônes ist ein französischer Gemeindeverband mit Rechtsform einer Communauté de communes im Département Haute-Savoie, dessen Verwaltungssitz sich in dem Ort Thônes befindet. Rund um das Städtchen umfasst er mehrere Seitentäler, die zu den Bergmassiven der Bornes-Alpen und Chaîne des Aravis gehören. Der Gemeindeverband wurde Ende 1993 gegründet und ersetzte ein SIVOM. Er besteht aktuell aus zwölf Gemeinden und zählt 18.737 Einwohner (Stand 2022) auf einer Fläche von 349,67 km², sein Präsident ist Gérard Fournier-Bidoz.

## Aufgaben
Zu den vorgeschriebenen Kompetenzen gehören die Entwicklung und Förderung wirtschaftlicher Aktivitäten und des Tourismus sowie die Raumplanung auf Basis eines Schéma de Cohérence Territoriale. Der Gemeindeverband bestimmt die Wohnungsbaupolitik. Er betreibt die Müllabfuhr und ‑entsorgung sowie den Schulbusverkehr. Zusätzlich fördert der Verband Sportveranstaltungen. Er ist außerdem zuständig für den Ausbau der Telekommunikations- und Datenübertragungsnetze auf seinem Gebiet.

## Historische Entwicklung
Mit Wirkung vom 1. Januar 2019 ging die ehemalige Gemeinde Entremont in die Commune nouvelle Glières-Val-de-Borne (Communauté de communes Faucigny-Glières) auf. Dadurch nahmen Einwohnerzahl und Gesamtfläche des Verbands ab.

## Mitgliedsgemeinden
Folgende Gemeinden gehören der Communauté de communes des Vallées de Thônes an:
| Gemeinde                                     | Einwohner 1. Januar 2022 | Fläche km² | Dichte Einw./km² | Code INSEE | Postleitzahl |
| -------------------------------------------- | ------------------------ | ---------- | ---------------- | ---------- | ------------ |
| Alex                                         | 1.125                    | 17,02      | 66               | 74003      | 74290        |
| Dingy-Saint-Clair                            | 1.459                    | 34,12      | 43               | 74102      | 74230        |
| La Balme-de-Thuy                             | 457                      | 17,79      | 26               | 74027      | 74230        |
| La Clusaz                                    | 1.663                    | 40,62      | 41               | 74080      | 74220        |
| Le Bouchet-Mont-Charvin                      | 249                      | 18,52      | 13               | 74045      | 74230        |
| Le Grand-Bornand                             | 2.054                    | 61,42      | 33               | 74136      | 74450        |
| Les Clefs                                    | 704                      | 18,47      | 38               | 74079      | 74230        |
| Les Villards-sur-Thônes                      | 1.121                    | 13,32      | 84               | 74302      | 74230        |
| Manigod                                      | 1.006                    | 44,12      | 23               | 74160      | 74230        |
| Saint-Jean-de-Sixt                           | 1.500                    | 12,21      | 123              | 74239      | 74450        |
| Serraval                                     | 745                      | 19,73      | 38               | 74265      | 74230        |
| Thônes                                       | 6.654                    | 52,33      | 127              | 74280      | 74230        |
| Communauté de communes des Vallées de Thônes | 18.737                   | 349,67     | 54               | –          | –            |